# 599 Luisa
599 Luisa este un asteroid din centura principală, descoperit pe 25 aprilie 1906, de Joel Metcalf.